# Brabus Rocket
Brabus Rocket − najszybszy sedan świata od 2007 do końca 2008. oparty jest na samochodzie Mercedes-Benz CLS.

## Specyfikacje
- Moc: 900 KM
- Moment obrotowy: 1500 N•m[3], ograniczony elektronicznie do  1250 N•m[1][2]
- 0-100 km/h: 3,8 s
- 0-200 km/h: 8,5s
- 0-300 km/h: 18.5s
- Prędkość maksymalna: 366 km/h